# Kaardenbolbladroller
De kaardenbolbladroller (Endothenia gentianaeana) is een vlinder uit de familie bladrollers (Tortricidae). De wetenschappelijke naam is voor het eerst geldig gepubliceerd in 1799 door Hübner.
De soort komt voor in Europa.